# 傅霈
傅霈（1544年—？），字應霑，號兆野，山西太原府忻州人，民籍，明朝政治人物。

## 生平
嘉靖四十三年（1564年）甲子科山西鄉試第六十二名舉人，萬曆五年（1577年）中式丁丑科會試第二百十三名，三甲第一百八十六名進士。初授咸阳县知县。丁母憂歸。
萬曆十二年（1584年），接替陈秉浩任华亭县知县一职，1586年由张集义接任。
萬曆十五年（1587年）擢升監察御史，巡视漕运，十七年巡按四川，弹劾四川总兵官李应祥虚冒营粮。十九年春患病回籍。因疏救伯兄傅霖，降一级。

## 家族
曾祖傅天錫，教授；祖父傅康，監生；父傅朝宣，號西岗，儀賓。嫡母郎青鄉君；母殷氏（贈宜人）。慈侍下。兄傅霖（山東參政）、傅震（辛酉貢士），弟傅霓。

## 書籍
- 编纂委员会. . 上海: 上海社会科学院出版社. 2001年. ISBN 7-80618-881-9.

| 官衔          | 官衔                      | 官衔          |
| ------------- | ------------------------- | ------------- |
| 前任： 陈秉浩 | 华亭县知县 1584年－1586年 | 繼任： 张集义 |